# Ball dels Locos de l'Olleria
El Ball dels Locos de l’Olleria és una colla muixeranguera de l’Olleria (la Vall d’Albaida).
El Ball dels Locos de l’Olleria té un origen recent, basat en una tradició més antiga. El 1994, un grup de joves ollerians participaren en un taller de castells. Quan tornaren a l’Olleria descobriren que, fins al 1917, hi havia un ball de locos en què es feien torres humanes. Realitzaren una investigació preguntant a una dona major del poble, que va narrar-los els seus records. També trobaren un document amb un fragment de la lletra.
Amb la participació d’aquests joves, i amb altres del poble, formaren una colla per a recuperar el ball dels locos. La formació tècnica la facilitaren la Nova Muixeranga d’Algemesí i castellers de Mataró, per la qual cosa barrejaven tècniques diferents.
El Ball dels Locos es presentà en públic el 1996. Varen millorar la seua tècnica, alçant monuments de quatre pisos, com el pinet doble, i algunes figures de cinc.
El Ball dels Locos comença amb la realització de diverses figures per part de dues fileres de balladors que colpegen, entre ells, els seus bastons, anomenats “carxots”. Acabat el ball, els dos bàndols s'ajunten i formen un castell que culmina amb la realització, per part de l’enxaneta, de l’anomenada “figuereta”. Una vegada és dalt del tot, el darrer muixeranguer es posa cap per avall i va baixant de la torre en aquesta posició fins a arribar avall. Antigament, també era propi del “Ball dels Locos” beure d’una bóta de vi des de la part superior del castell, una volta aquest s'havia coronat.
La principal actuació dels Locos és per Santa Magdalena, però també actuen en altres poblacions.